# Alberto Galassi
Alberto Galassi (Todi, 16 ottobre 1922 – Firenze, 21 maggio 2002) è stato un calciatore italiano, di ruolo attaccante.

## Biografia
Dopo il ritiro si era dedicato all'attività di dentista. È morto a Firenze all'età di 80 anni, dopo una lunga malattia.

## Caratteristiche tecniche
Poiché da giovane aveva praticato l'atletica leggera, era un atleta molto veloce.

## Carriera

### Club

Galassi (9) in elevazione col Perugia nella stagione 1945-1946

Dopo gli esordi durante la seconda guerra mondiale con le maglie di Perugia e Palermo-Juventina, si fece notare prima nel campionato campano 1945 con il Napoli, e poi nell'annata 1945-1946 quando, riaccasatosi ai grifoni, nell'allora Serie C Centro-Sud mise a segno 45 reti stagionali, contribuendo attivamente alla vittoria del girone e alla promozione degli umbri in serie cadetta.
Tali prestazioni, dopo un breve ritorno in Sicilia, gli valsero l'ingaggio il campionato seguente da parte del Bologna, con cui esordì in massima categoria il 29 settembre 1946 nella vittoriosa trasferta sul campo del Vicenza (0-3).
Al termine dell'unica stagione in rossoblù si trasferì alla Fiorentina dove rimase per cinque anni, affermandosi definitivamente come uno dei più prolifici attaccanti italiani del tempo. In maglia viola disputò la sua migliore annata in Serie A, quella del 1949-1950, in cui in 37 presenze totalizzò 24 gol compresa la quaterna nella sfida interna contro la Roma del 2 ottobre 1949, exploit che gli valse il quinto posto finale nella classifica cannonieri. È tuttora il miglior marcatore italiano in campionato nella storia dei gigliati, e il quarto in assoluto alle spalle di Gabriel Batistuta, Kurt Hamrin e Miguel Montuori.
Chiusa l'esperienza in riva all'Arno, giocò le sue ultime due stagioni in massima serie a Genova vestendo, dal 1952 al 1954, la divisa blucerchiata della Sampdoria. Tornato in Toscana per gli ultimi scampoli di carriera, dopo un anno trascorso in Serie C nelle file del Piombino appese gli scarpini al chiodo nel 1956, con l'Sestese di Sesto Fiorentino.

### Nazionale
Vestì la maglia della nazionale cadetta in occasione della Coppa del Mediterraneo 1949, dove risultò protagonista con 3 gol segnati contro Turchia e Grecia.

## Palmarès

### Club
- Campionato italiano Serie C: 1

Perugia: 1945-1946 (girone B Centro-Sud)